# Balatonmagyaród
Balatonmagyaród es un pueblo ubicado en el condado de Zala, Hungría.

## Superficie
Posee una superficie de 31,53 kilómetros cuadrados.

## Demografía
Hasta 2021 la población era de 375 habitantes, con una densidad de población de 11,89 habitantes por kilómetro cuadrado. En 2011 el 96,4% de la población estaba conformada por húngaros y la religión predominante era el catolicismo.